# 黒い貴族

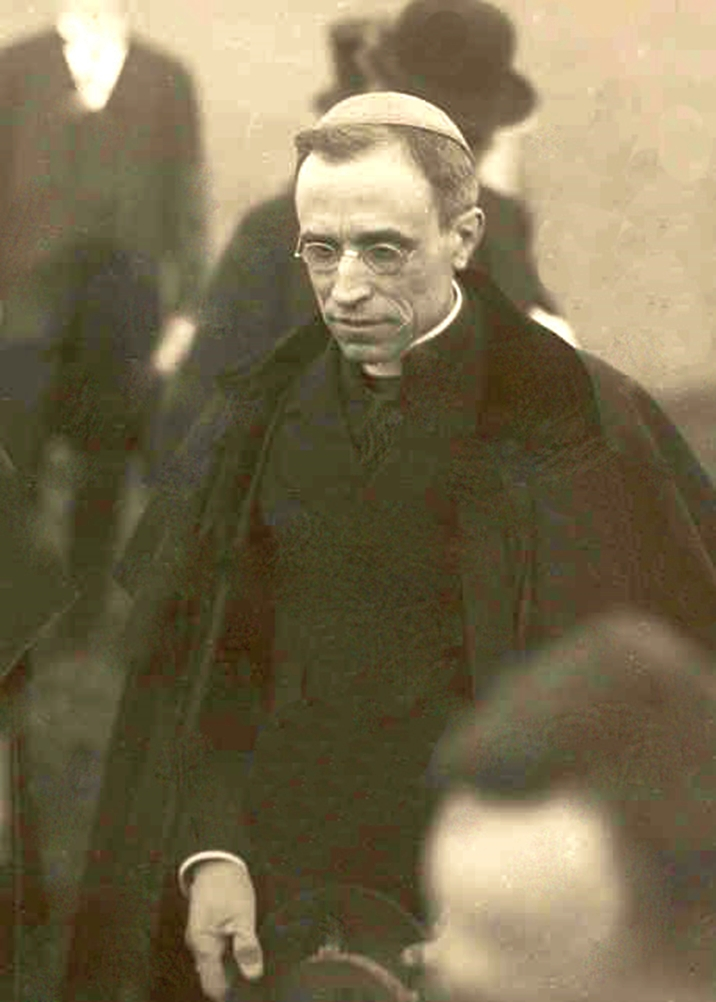
教皇ピウス12世、「黒い貴族」の1人

黒い貴族（くろいきぞく、イタリア語: aristocrazia nera）は、1870年から1929年にかけてのイタリア王国のローマ問題（バチカン捕囚）において、ローマ教皇と教皇庁を支持する立場をとったローマ貴族たちの呼称。

## 概要
「黒い貴族」たちは、ローマ教皇領を占領して1870年9月20日にローマ入城を果たしたイタリア王国の統治者サヴォイア家に忠誠を誓うことを拒み、教皇ピウス9世の側についた。彼らはその先祖がかつて教皇庁に仕え、教皇により貴族に列せられた者たちの子孫で、教皇庁や教皇の宮廷において枢要な地位を占めていた。彼らは自分たちの住むローマの宮殿・邸宅の扉を閉じて、権力を失った教皇の喪に服した。
1929年のラテラノ条約の締結により、「黒い貴族」たちはイタリア王国とバチカン市国の二重国籍者となった。「黒い貴族」に属する貴族家門の多くは、教皇に仕える貴族儀仗兵 (Guardia nobile) を出していた。1931年、スペイン王アルフォンソ13世はカトリック諸国の全ての貴族家門出身者に貴族儀仗兵となる資格を認めるよう願い出たが、教皇ピウス11世はこれを認めず、1970年に廃止されるまで教皇忠誠派のローマ貴族のみが貴族儀仗兵を出し続けた。
1939年に教皇ピウス12世となったエウジェーニオ・パチェッリも「黒い貴族」に属する貴族家門の一員である。「黒い貴族」を構成する主な貴族家門としては、コロンナ家、マッシモ家、オルシーニ家、パラヴィチーニ家、ボルゲーゼ家、オデスカルキ家、サケッティ家、ルスポリ家などがある。すでに家系の絶えたものとしてはサヴッリ家、カエターニ家、コンティ家などがある。
改革派の教皇パウロ6世が彼らから恩恵や特典を剥奪すると、教皇庁と「黒い貴族」たちの間には禍根が残った。1977年5月、エルヴィーナ・パラヴィチーニ公夫人を指導者とする一部の「黒い貴族」は、聖ピオ10世会の創立者マルセル・ルフェーブル大司教の支持を表明した。